# 30569 Dybczyński
30569 Dybczynski è un asteroide della fascia principale. Scoperto nel 2001, presenta un'orbita caratterizzata da un semiasse maggiore pari a 2,660488 UA e da un'eccentricità di 0,197229, inclinata di 2,797670°rispetto all'eclittica. Ha un diametro di 6,431 km.